# Paul Jaccard

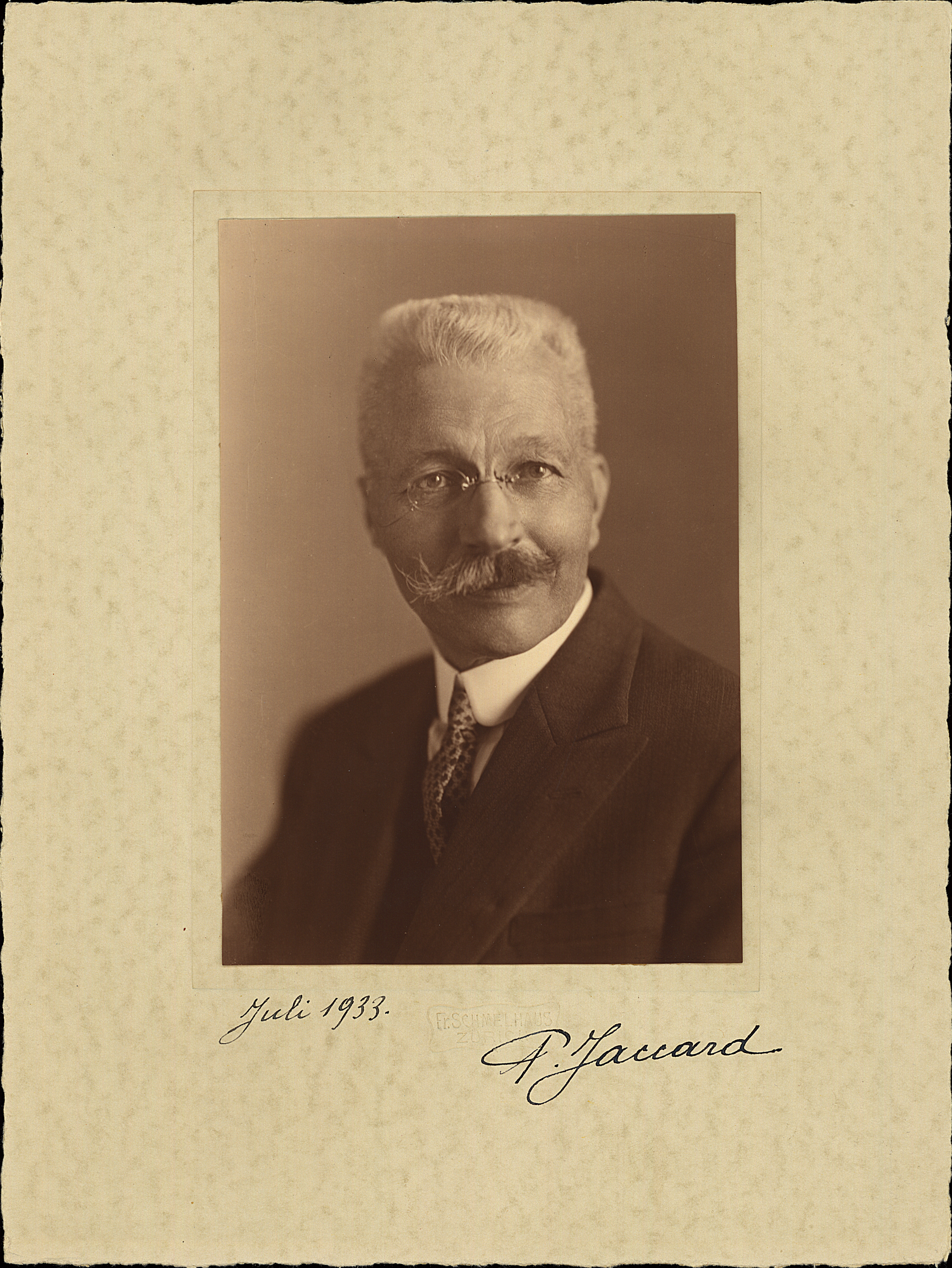
Paul Jaccard (1933)

Paul Jaccard (* 18. November 1868 in Sainte-Croix VD; † 5. Mai 1944 in Zürich) war ein Schweizer Gymnasiallehrer, Botaniker und Pflanzenphysiologe.

## Leben

### Herkunft, Ausbildung und Promotion
Jaccard wurde als Sohn von Louis Samuel und Rose Elise Jaccard geboren.
Mit 14 Jahren verlor er seine Eltern und wurde von einem Onkel erzogen, der sich um seine Ausbildung kümmerte. Jaccard besuchte das College in Sainte-Croix. Während seiner Schulzeit übte sein Naturgeschichtslehrer und Geologe Henri Golliez großen Einfluss auf ihn aus. Er legte bereits damals eine Fossiliensammlung an. Auf einer Schulreise 1883 zur Landesausstellung in Zürich begeisterte er sich für die geologische Sammlung des Eidgenössischen Polytechnikums Zürich. Er hätte gerne Naturwissenschaften studiert, hatte aber kein Geld. Von 1884 bis 1887 erlernte er den Lehrerberuf am Lehrerseminar Lausanne und wurde Primarlehrer in Chexbres.
Während seiner Ausbildung lernte Jaccard die Geologen Maurice Lugeon und Rittener und den Botaniker Louis Favrat (1827–1893) kennen. Zusammen mit Favrat unternahm er eine botanische Exkursion in die Alpen. Schließlich gelang es ihm, eine Stelle als Préparateur am Botanischen Museums des Kantons Waadt in Lausanne zu bekommen. Nun konnte er neben seiner hauptberuflichen Beschäftigung am Museum sein Bakkalaureat ablegen. Dabei überanstrengte er sich und wurde krank. Nachdem er sich wieder erholt hatte, begann er 1889 das Studium an der Universität Lausanne. Schon zwei Jahre später erwarb er das Lizenziat für Naturwissenschaften. Nach dem Examen ging er an die ETH Zürich studierte bei Arnold Lang und Arnold Dodel-Port und promovierte 1893 über die Embryologie der Ephedra helvetica.

### Beruf
Nach Beendigung seines Studiums und Promotion studierte Jaccard ein weiteres Semester in Paris bei Gaston Bonnier. 1894 habilitierte er sich in Lausanne über pflanzliche Embryologie und Phytopaläontologie. Jaccard war daraufhin Naturgeschichtslehrer an den Mittelschulen in Lausanne. Im Rahmen dieser Tätigkeit verfasste er einen Leitfaden der Naturwissenschaften für die waadtländischen Volksschulen und ein «Manuel de Botanique» für Mittelschulen. In den Jahren 1896 und 1897 reiste er zu einem kurzen Studienaufenthalt zu Karl von Goebel nach München. Außerdem unternahm er zusammen mit Émile Burnat eine Studienreise nach Schweden, Finnland, Russland, Kaukasien und Turkestan. 1903 wurde Jaccard zum Professor für allgemeine Botanik und Pflanzenphysiologie am Eidgenössischen Polytechnikum Zürich berufen. Er war Nachfolger von Carl Eduard Cramer. Seine Konkurrenten waren Carl Correns und Hans Conrad Schellenberg.
In Zürich beschäftigte sich Jaccard hauptsächlich mit Forstwirtschaft. Er gründete eine Untersuchungsstelle für mikroskopische Holzbeurteilung, legte eine Sammlung von Holzmustern an und publizierte zu anatomischen und physiologischen Fragen des Wachstums von Bäumen. Von der Stiftung Schnyder von Wartensee erhielt er einen Preis für seine Arbeiten zum Dickenwachstum der Bäume. Während der Semesterferien unternahm er botanische Forschungsreisen nach Ägypten, Algerien, Marokko, England, USA, Schweden und Turkestan. 1938 ging Jaccard in den Ruhestand.

### Forschungsergebnisse
Jaccard versuchte aus den Mengen an Daten und Beobachtungen, die er gesammelt hatte, Gesetze über das Wachstum und die Vielfalt der Pflanzenarten in Abhängigkeit von verschiedenen Faktoren, wie Standort und Klima abzuleiten. Er definierte verschiedene Koeffizienten und formulierte die beobachteten Zusammenhänge als Gesetze. Diese Gesetze und Koeffizienten wurden von späteren Botanikern und auch Mathematikern immer wieder kontrovers diskutiert, teils bestätigt, teils widerlegt.

#### Mengenähnlichkeit
Jaccard definierte ein Maß für die Ähnlichkeit zweier Mengen. Dieses Ähnlichkeitsmaß bewegt sich zwischen 0, das ist, wenn die Mengen keine gemeinsamen Elemente haben, und 1, das ist, wenn die Mengen identisch sind. Als mathematische Formel:
{\displaystyle J(A,B)={\frac {|A\cap B|}{|A\cup B|}}}.
Dieser Jaccard-Koeffizient konnte sich in der Mathematik etablieren und wird als Ähnlichkeitsmaß für Mengen, Vektoren und ganz allgemein für Objekte genutzt. Speziell wird der Jaccard-Koeffizient für automatische Texterkennung und Interpretation eingesetzt.
Jaccard selbst entwickelte diesen «Jaccard-Koeffizienten» in seiner 1902 erschienenen Schrift Lois de distribution florale dans la zone alpine auf Seite 72. Er nannte ihn «coefficient de communauté florale» (floristischer Gemeinschaftskoeffizient):

« La comparaison de deux associations déterminées par leur composition florale nous conduit à établir leur coefficient de communauté florale. Pour l'obtenir on procède de la façon suivante:
- 1. On commence par établir le nombre des espèces communes aux deux associations comparées,
- 2. on additionne le nombre des espèces de la première association avec le nombre des espèces de la seconde,
- 3. on soustrait de la somme obtenue le nombre des espèces communes aux deux associations et on obtient ainsi le nombre total des espèces existant sur les deux associations.

Pour obtenir le coefficient de communauté, il ne reste plus qu'a évaluer en % le rapport du nombre des espèces communes au nombre total des espèces.
Exemple : Deux prairies A et B possèdent, la première, 100 espèces, la seconde, 120 espèces; 60 espèces leur sont communes; elles possèdent ensemble 100 + 120 - 60 = 160 espèces distinctes: leur coefficient de communauté sera donc de
{\displaystyle {\frac {60}{160}}=37{\tfrac {1}{2}}\%} »

„Der Vergleich zweier Gemeinschaften, die durch ihre florale Zusammensetzung bestimmt sind, führt uns dazu, ihren floralen Gemeinschaftskoeffizienten zu bestimmen. Um ihn zu erhalten, geht man auf folgende Weise vor:
- 1. Man bestimmt die Anzahl der Arten in beiden Gemeinschaften,
- 2. man addiert die Anzahl der Arten der ersten Gemeinschaft zur Anzahl der Arten der zweiten Gemeinschaft,
- 3. man subtrahiert von dieser Summe die Anzahl der gemeinsamen Arten der beiden Gemeinschaften und man erhält so die Gesamtzahl der in beiden Gemeinschaften existierenden Arten.

Um den Koeffizienten der Gemeinschaft zu erhalten, berechnet man in % das Verhältnis der Anzahl der gemeinsamen Arten zur Gesamtzahl der Arten.
Beispiel: Zwei Wiesen A und B, die erste hat 100 Arten, die zweite 120 Arten; 60 Arten sind ihnen gemeinsam; sie besitzen zusammen 100 + 120 − 60 = 160 verschiedene Arten: ihr Gemeinschaftskoeffizient ist dann
{\displaystyle {\frac {60}{160}}=37{\tfrac {1}{2}}\%}“

#### Generischer Koeffizient
Jaccard definierte den Generischen Koeffizienten als allgemeines Maß für die Artenvielfalt in einem Gebiet:
Der Generische Koeffizient eines Gebietes ist die Anzahl der in diesem Gebiet vorkommenden Gattungen geteilt durch die Anzahl der in diesem Gebiet vorkommenden Arten.
{\displaystyle GenerischerKoeffizient={\frac {AnzahlderGattungen}{AnzahlderArten}}}.
Ist der Generische Koeffizient klein, dann ist die ökologische Vielfalt des Gebietes groß, d. h., es besteht eine Vielfalt an verschiedenen Arten.
Ist umgekehrt der Generische Koeffizient groß, dann ist die Artenvielfalt gering.
Man kann mathematisch formuliert auch sagen: Der Generische Koeffizient ist umgekehrt proportional zur Artenvielfalt.
In der Literatur wird auch oft das Arten-zu-Gattungen-Verhältnis (species-to-genus ratio, S/G ratio) benutzt, das dem Kehrwert des Generischen Koeffizienten entspricht:
{\displaystyle ArtenzuGattungenVerhaeltnis={\frac {1}{GenerischerKoeffizient}}={\frac {AnzahlderArten}{AnzahlderGattungen}}}.
Ist das Arten-zu-Gattungen-Verhältnis groß, dann ist die ökologische Vielfalt des Gebietes groß, d. h., es besteht eine Vielfalt an verschiedenen Arten.
Ist umgekehrt das Arten-zu-Gattungen-Verhältnis klein, dann ist die Artenvielfalt gering.
Man kann mathematisch formuliert auch sagen: Das Arten-zu-Gattungen-Verhältnis ist proportional zur Artenvielfalt.

#### Dispute
Um den Generischen Koeffizienten gab es zu Jaccards Zeiten und auch später immer wieder Dispute, darunter mit dem Finnischen Botaniker Alvar Palmgren und dem Schweizer Botaniker Arthur Maillefer. So behauptete Maillefer, dass der Generische Koeffizient keineswegs auf Umweltfaktoren beruht, sondern durch zufällige Effekte entsteht (Nullmodell). Er versuchte dies selbst und mit Hilfe des ungarischen Mathematikers George Pólya nachzuweisen. Jaccard wiederum führte verschiedene Beispiele an, in denen die statistischen Ergebnisse des Nullmodells nicht mit dem Generischen Koeffizienten übereinstimmten.

#### Botanische Gesetze
Jaccard postulierte mehrere Gesetze, mit denen er versuchte, den Einfluss von Umweltfaktoren auf die Artenvielfalt auszudrücken:
- 1. Der Artenreichtum eines bestimmten Gebiets ist proportional zur Vielfalt seiner ökologischen Bedingungen.
- 2. Die Ähnlichkeit der ökologischen Bedingungen von zwei benachbarten Gebieten, die zu derselben natürlichen Region gehören, drückt sich durch ihren Gemeinschaftskoeffizienten aus, jedoch ohne dass eine strikte Proportionalität zwischen den Werten dieses Koeffizienten und den beobachteten ökologischen Analogien besteht.
- 3. Die Almen sind trotz der physiognomischen Einheit, die sie zeigen, zusammengesetzt aus sehr unterschiedlichen Vegetationsgesellschaften, auch wenn die Region sehr klein ist und eine große ökologische Einheitlichkeit zeigt.
- 4. Der generische Koeffizient, d. h. das Verhältnis von Gattungen zu Arten, ist umgekehrt proportional zur Vielfalt der ökologischen Bedingungen in der Region.
- 5. Bei gleichen ökologischen Bedingungen nimmt der generische Koeffizient mit der Ausdehnung der betrachteten Region ab.
- 6. Unter ähnlichen Bedingungen ist der generische Koeffizient der Inseln größer als der des am nächsten gelegenen Festlandes.
- 7. Der generische Koeffizient vergrößert sich mit der Höhe.
- 8. Der generische Koeffizient von Dialypetalen (= Pflanzen, deren Blüten freiblättrige, unverwachsene Kronblätter haben) und der von Gamopetalen (= Pflanzen, deren Blüten verwachsene Kronblätter haben) sowie der generische Koeffizient der zusammengesetzten Familie sind sehr ähnlich, oft sogar gleich, dem generischen Koeffizienten der gesamten Flora.
- 9. In den westlichen Regionen Europas vergrößert sich der generische Koeffizient mit der geografischen Breite und der Höhe.
- 10. In unseren Regionen nimmt die Anzahl der häufigen Arten mit der Höhe ab und die Anzahl der seltenen Arten nimmt zu, so dass im Alpenraum die seltenen Arten zahlreicher sind und die häufigen Arten seltener.

### Familie
1899 heiratete Jaccard Adèle Juliette Séchaud, Tochter des Charles Henri.

## Veröffentlichungen (Auswahl)
- Recherches embryologiques sur l'Ephédra helvetica C.A. Meyer, Bulletin de la Société Vaudoise des Sciences Naturelles, Band 30 (1894), doi:10.5169/seals-263971#73
- Un herbier de J.-J. Rousseau, Bulletin de la Société Vaudoise des Sciences Naturelles, Band 30 (1894), doi:10.5169/seals-263972#121
- Considérations critiques sur les bases du darwinisme appliquées au monde végétal, Bulletin de la Société Vaudoise des Sciences Naturelles, Band 31 (1895), doi:10.5169/seals-264377#335
- Note sur trois cas de tératologie végétale, Bulletin de la Société Vaudoise des Sciences Naturelles, Band 32 (1896), doi:10.5169/seals-264727#44
- Étude sur la flore du Vallon de Barberine, (mit Amann, Jules), Bulletin de la Société Vaudoise des Sciences Naturelles, Band 32 (1896), doi:10.5169/seals-264734#295
- Sur la présence des mêmes espèces végétales dans des stations dissemblables et sous des climats différents: étude critique de biologie végétale, spécialement des formations xérophiles des plantes, Bulletin de la Société Vaudoise des Sciences Naturelles, Band 33 (1897), doi:10.5169/seals-265055#164
- La médecine végétale et les extraits végétaux dialysés, Bulletin de la Société Vaudoise des Sciences Naturelles, Band 33 (1897), doi:10.5169/seals-265059#242
- Les monstres dans le monde organique et les lois le la morphologie, Bulletin de la Société Vaudoise des Sciences Naturelles, Band 34 (1898), doi:10.5169/seals-265379
- Contribution au problème de l'immigration post-glaciaire de la flore alpine : étude comparative de la flore alpine du massif de Wildhorn, du haut bassin du Trient et de la haute vallée de Bagnes, Bulletin de la Société Vaudoise des Sciences Naturelles, Band 36 (1900), doi:10.5169/seals-266069#141
- Distribution de la flore alpine dans le Bassin des Dranses et dans quelques régions voisines, Bulletin de la Société Vaudoise des Sciences Naturelles, Band 37 (1901), doi:10.5169/seals-266440#251
- Plantae turkestanicae : herborisation dans le turkestan russe, Bulletin de la Société Vaudoise des Sciences Naturelles, Band 37 (1901), doi:10.5169/seals-266446#485
- Étude comparative de la distribution florale dans une portion des Alpes et du Jura, Bulletin de la Société Vaudoise des Sciences Naturelles, Band 37 (1901), doi:10.5169/seals-266450#579
- Lois de distribution florale dans la zone alpine, Bulletin de la Société Vaudoise des Sciences Naturelles, Band 38 (1902), doi:10.5169/seals-266762#110
- Nouvelles recherches sur la distribution florale, Bulletin de la Société Vaudoise des Sciences Naturelles, Band 44 (1908), doi:10.5169/seals-268384#248
- Anatomie und Physiologie : géotropisme, poids spécifique et structure anatomique des branches d'un frêne pleureur ("Fraxinus excelsior var. pendula"), Veröffentlichungen des Geobotanischen Institutes Rübel in Zürich, Band 3 (1925), doi:10.5169/seals-306805#772
- Vergleichende Untersuchungen über die Verbreitung der alpinen Flora in einigen Regionen der westlichen und östlichen Alpen, Jahresbericht der Naturforschenden Gesellschaft Graubünden, Band 45 (1901–1902), doi:10.5169/seals-594622#169
- Comment expliquer l'assimilation prématinale du carbone atmosphérique par les plantes vertes, Berichte der Schweizerischen Botanischen Gesellschaft = Bulletin de la Société Botanique Suisse, Band 52 (1942), doi:10.5169/seals-36064#358
- Distribution de la flore culminale dans le Jura méridional (communication préliminaire), (mit Aubert, Samuel), Berichte der Schweizerischen Botanischen Gesellschaft = Bulletin de la Société Botanique Suisse, Band 12 (1902), doi:10.5169/seals-12430#28
- Observations critiques concernant la théorie mécanique de l'accroissement en épaisseur des arbres, Bulletin de la Société Vaudoise des Sciences Naturelles, Band 51 (1916–1917), doi:10.5169/seals-269912#343
- Que pouvons-nous attendre de l'électroculture? Bulletin de la Société Vaudoise des Sciences Naturelles, Band 56 (1925–1929), doi:10.5169/seals-271618#339
- Phytosociologie et phytodémographie, Bulletin de la Société Vaudoise des Sciences Naturelles, Band 56 (1925–1929), doi:10.5169/seals-271629#447
- Évolution morphologique de la flore et structure anatomique du bois, Bulletin de la Société Vaudoise des Sciences Naturelles, Band 62 (1942–1945), doi:10.5169/seals-273247#288
- Influence de la courbure des tiges sur leur croissance en épaisseur, Mémoires de la Société Vaudoise des Sciences Naturelles, Band 2 (1924–1928), doi:10.5169/seals-248662#157
- Le coefficient générique et le coefficient de communauté dans la flore marocaine, Mémoires de la Société Vaudoise des Sciences Naturelles, Band 2 (1924–1928), doi:10.5169/seals-248666#405
- La chorologie sélective et sa signification pour la sociologie végétale, Mémoires de la Société Vaudoise des Sciences Naturelles, Band 1 (1922–1924), doi:10.5169/seals-287443#146
- Coefficient générique réel et coefficient générique probable, Bulletin de la Société Vaudoise des Sciences Naturelles, Band 61 (1940–1941), doi:10.5169/seals-272981#124
- Cas particulier concernant le coefficient générique, Bulletin de la Société Vaudoise des Sciences Naturelles, Band 60 (1937–1939), doi:10.5169/seals-272765#264
- Influence réciproque du sol et de la végétation sur les variations de la flore, Bericht über das Geobotanische Forschungsinstitut Rübel in Zürich, Band – (1938), doi:10.5169/seals-377466#61
- Einiges über den marokkanischen Eisenbaum (Argania Sideroxylon), Schweizerische Zeitschrift für Forstwesen = Swiss foresty journal = Journal forestier suisse, Band 77 (1926), doi:10.5169/seals-767980#260
- Wirkung des Frostes auf den Blattabfall, Schweizerische Zeitschrift für Forstwesen = Swiss foresty journal = Journal forestier suisse, Band 60 (1909), doi:10.5169/seals-767157#119
- Ein fertiler Hexenbesen auf Lärche, Schweizerische Zeitschrift für Forstwesen = Swiss foresty journal = Journal forestier suisse, Band 66 (1915), online
- Die Mykorhizen und ihre Aufgabe in der Ernährung der Waldbäume, Schweizerische Zeitschrift für Forstwesen = Swiss foresty journal = Journal forestier suisse, Band 55 (1904), doi:10.5169/seals-764189#138
- Fonctions physiologiques des éléments constitutifs du bois, Journal forestier suisse : organe de la Société Forestière Suisse, Band 94 (1943), doi:10.5169/seals-784508#200
- Sur le géotropisme du frêne pleureur, Journal forestier suisse : organe de la Société Forestière Suisse, Band 76 (1925), doi:10.5169/seals-784792#12
- Les dunes de Mogador et leur fixation, Journal forestier suisse : organe de la Société Forestière Suisse, Band 77 (1926), online
- De la représentation proportionnelle chez les plantes, Journal forestier suisse : organe de la Société Forestière Suisse, Band 73 (1922), online
- À propos du parc national suisse du val Cluoza, Journal forestier suisse : organe de la Société Forestière Suisse, Band 61 (1910), doi:10.5169/seals-785254#135
- Absorption radiculaire provoquée par le gel, Journal forestier suisse : organe de la Société Forestière Suisse, Band 57 (1906), doi:10.5169/seals-785156#12
- Des journées désastreuses, Journal forestier suisse : organe de la Société Forestière Suisse, Band 59 (1908), doi:10.5169/seals-784028#129